# 엄춘배
엄춘배(1962년 8월 3일 ~ 현재)는 대한민국의 영화 배우이다.

## 생애
1985년 연극배우 첫 데뷔하였다.

## 출연작

### 영화
- 1992년 《결혼 이야기》 - 친구 1 역
- 1992년 《걸어서 하늘까지》
- 1992년 《장군의 아들 3》 - 뚝섬 점백이 역
- 1993년 《화엄경》 - 덕구 역
- 1993년 《그 여자, 그 남자》
- 1993년 《비명도시》(단편)
- 1994년 《구미호》
- 1994년 《게임의 법칙》 - 칼자욱 역
- 1995년 《누가 나를 미치게 하는가》
- 1995년 《총잡이》 - 대서의 실장 역
- 1996년 《코르셋》 - 취객 역
- 1996년 《진짜 사나이》 - 구레나룻 역
- 1996년 《다우징》(단편)
- 1997년 《3인조》 - 고아원장 역
- 1997년 《스카이 닥터》 - 최순경 역(단편)
- 1997년 《박대박》 - 먹안경 역
- 1998년 《세븐틴》
- 2000년 《주노명 베이커리》 - 복덕방 역
- 2000년 《신혼여행》
- 2000년 《씨어터》
- 2001년 《하루》- 석윤회사 부장 역
- 2001년 《부킹 쏘나타》- 뚜껑 역
- 2001년 《헤라 퍼플》
- 2002년 《예스터데이》 - 미친 놈 역
- 2002년 《4발가락》- 명 검사 역
- 2002년 《우렁각시》
- 2002년 《굳세어라 금순아》- 비브르사비 취객 역
- 2003년 《나비》- 도사 역
- 2003년 《싱글즈》 - 소방대장 역(단편)
- 2003년 《내츄럴 시티》- 노창식 역
- 2003년 《위대한 유산》- 도치 역
- 2003년 《하늘정원》- 허달식 역
- 2003년 《선택》
- 2007년 《뜨거운 것이 좋아》- 허 PD 역
- 2008년 《여름, 속삭임》- 만수 역
- 2010년 《내 남자의 순이》- 춘배파 보스 역
- 2014년 《청아》- 심학규 역

### 텔레비전 드라마
- 2012년 MBC 《보고싶다》 - 강상철 역